# Juan Francisco Barraza
Juan Francisco Barraza Flores (1935-1997), conocido como Cariota Barraza fue un futbolista salvadoreño, nació el 12 de marzo de 1935 en el Barrio La Merced de San Miguel. Hijo de María de la Cruz Barraza y Juan de Dios Flores. Estudió primaria en la Escuela “Dr. Antonio Rosales”, ubicada en el mismo barrio.

## Biografía
Sus inicios futbolísticos los realizó jugando por su escuela y en la categoría menores del Club Deportivo Corona, cuando cumplía 8 años de edad. En el año 1950 participó con sus hermanos en el equipo mayor del “Corona” y allí es federado en el año 1950. Pertenecía a una familia humilde, por lo que jugaba descalzo. A los 15 años tenía  que entrenar todas las semanas con los tacos puestos para acostumbrarse a ellos, ya que al ponérselos su rendimiento futbolístico bajaba considerablemente. Luego de pasar un tiempo jugando en el CD Dragón llegan el Dr. Leopoldo Paz y el Dr. Miguel Charlaix a buscarlo para inscribirlo en un nuevo equipo migueleño, se trataba del CD Águila. Logóa darle varios títulos al CD Águila como jugador y como técnico, forma su "kinder" que cosechó varios títulos y fue reconocido como ídolo por toda la afición Aguilucha del CD Águila.
El 17 de diciembre de 1997 Cariota Barraza fallece de un paro cardíaco en el Hospital de Zacamil.

### Su apodo
"Cariota" es un sobrenombre que heredó de su padre. Durante una pastorela su padre actuó como Judas Iscariote, pero un señor de avanzada edad no podía pronunciar la palabra Iscariote, llamándolo Cariota. Este sobrenombre que le quedó al padre luego lo heredó su hijo. Juan Francisco Cariota Barraza.

## Clubes
| Club                  | País        | Año       |
| --------------------- | ----------- | --------- |
| Club Deportivo Corona | El Salvador | 1950-1952 |
| Club Deportivo Dragón | El Salvador | 1953-1957 |
| Club Deportivo Águila | El Salvador | 1958-1970 |

1. ↑  «Noticias de El Salvador - La Prensa Gráfica | Informate con la verdad».